# David Beatty
Amiralul Flotei David Richard Beatty (n. 17 ianuarie 1871, County Wexford, Irlanda⁠(d), Irlanda – d. 11 martie 1936, Londra, Anglia, Regatul Unit) a fost un ofițer al Marinei Regale Britanice. După ce a servit în Războiul Mahdist și apoi a intervenit în Răscoala boxerilor, el a comandat Escadrila de Crucișătoare Bătălia Iutlandei în 1916, un angajament nedecis tactic, cu o abordare agresivă, care era în contrast cu atitudinea precaută a comandantului său, amiralul Sir John Jellicoe. A rămas în memorie pentru comentariul său din Bătălia Iutlandei, după ce două nave britanice au explodat: „Se pare că astăzi este ceva în neregulă cu navele noastre afurisite”. Mai târziu, în război, urmat în conducere lui Jellicoe în calitate de comandant al șefului marii flote, în virtutea căruia a acceptat capitularea flotei germane la sfârșitul războiului. Apoi a urmat din nou calea lui Jellicoe pentru a doua oară, servind ca Primul Lord al Mării - o poziție pe care Beatty a deținut-o o perioadă mai lungă (7 ani 9 luni) decât oricare alt Prim Lord al Mării din istorie. 